# Función convexa
En matemática, una función real es convexa en un intervalo (a,b), si la cuerda que une dos puntos cualesquiera en el grado de la función queda por encima de la función.
Igualmente, si la función se define {\displaystyle \mathbb {R} ^{n}} (o sobre un dominio convexo), dicha función será convexa si la cuerda definida por los valores de la función en dos puntos cualesquiera de dicho dominio queda por encima de la n-superficie que constituye el grafo de la función.

## Definición

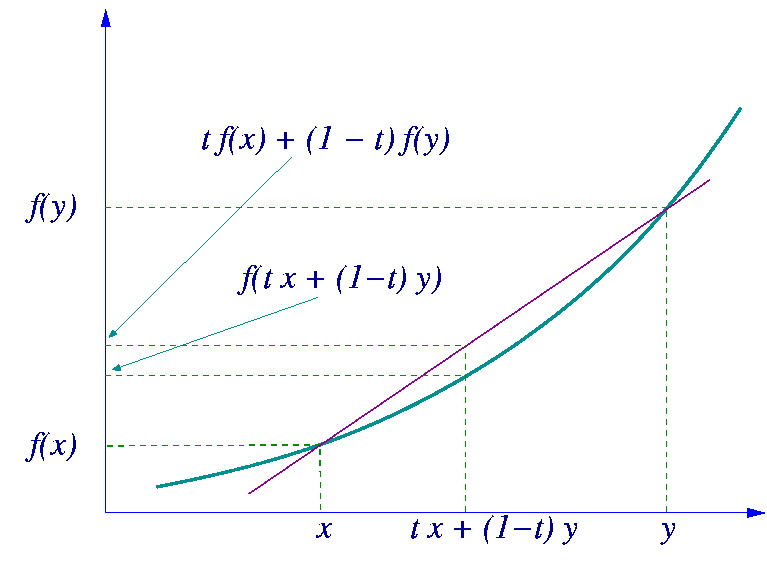
Función convexa en un intervalo [x,y].

Una función real f definida en un intervalo (o en cualquier subconjunto convexo de algún espacio vectorial) se llama función convexa si está definida sobre un conjunto convexo C y para cualesquiera dos puntos x, y miembros de C, y para cada t en [0,1], se cumple que:

{\displaystyle f(tx+(1-t)y)\leq tf(x)+(1-t)f(y).}

En otras palabras, una función es convexa si y solo si su epigrafo (el conjunto de puntos situados en o sobre el grafo) es un conjunto convexo. 
Una función estrictamente convexa es aquella en que

{\displaystyle f(tx+(1-t)y)<tf(x)+(1-t)f(y)\,}

para cualquier t en (0,1) y {\displaystyle x\neq y.}
Una función {\displaystyle f} es cóncava si la función {\displaystyle -f} es convexa.

## Propiedades

Una función (en azul) es convexa si y solo si la región sobre su grafo (en verde) es un conjunto convexo.

Una función convexa f definida en un intervalo abierto C es continua en C y diferenciable en todos los puntos menos en un conjunto numerable. Si C es cerrado, entonces f puede no ser continua en los puntos críticos o finales de C.
Una función es punto-medio convexa (midpoint convex) en un intervalo "C" si
{\displaystyle f\left({\frac {x+y}{2}}\right)\leq {\frac {f(x)+f(y)}{2}}}
para todo x e y en C. Esta condición es solo ligeramente más relajada que la de convexidad. En particular, una función continua que es punto-medio convexa será también convexa.
Una función diferenciable de una variable es convexa en un intervalo si y solo si su derivada es monótonamente no-decreciente en ese intervalo.
Una función continuamente diferenciable de una variable es convexa en un intervalo si y solo si la función se encuentra por encima de todas sus tangentes: f(y) ≥ f(x) + f '(x) (y − x) para todo x e y en el intervalo. En particular, si f '(c) = 0, luego c es un mínimo absoluto de f(x).
Una función doblemente diferenciable de una variable es convexa en un intervalo si y solo si su segunda derivada es no negativa en ese intervalo; esto proporciona una prueba práctica para verificar convexidad.
Si la segunda derivada es positiva, entonces es estrictamente convexa, pero la doble implicación no se cumple, como podemos ver por ejemplo en f(x) = x4.
En general, una función continua doblemente diferenciable de muchas variables es convexa en un conjunto convexo si y solo si su matriz Hessiana es definida positiva en el interior de ese conjunto convexo.
Cualquier mínimo local de una función convexa es también un mínimo absoluto. Una función estrictamente convexa tendrá a lo más un mínimo absoluto.
Para una función convexa f, los conjuntos de nivel {x | f(x) < a} y {x | f(x) ≤ a} con a ∈ R son conjuntos convexos. Sin embargo, una función cuyos conjuntos de nivel son conjuntos convexos puede no resultar ser convexa; una función de este tipo se llama función cuasi-convexa.
La inecuación de Jensen se aplica a toda función convexa f. Si {\displaystyle X} es una variable aleatoria que toma valores en el dominio de f, entonces {\displaystyle Ef(X)\geq f(EX).} (Aquí {\displaystyle E} denota la esperanza matemática.)

## Cálculo de función convexa
- Si {\displaystyle f} y {\displaystyle g} son funciones convexas, entonces también lo son {\displaystyle m(x)=\max\{f(x),g(x)\}} y {\displaystyle h(x)=f(x)+g(x).}
- Si {\displaystyle f} y {\displaystyle g} son funciones convexas y {\displaystyle g} es creciente, entonces {\displaystyle h(x)=g(f(x))} es convexa.
- La convexidad es invariante bajo mapeamientos afines; es decir, si {\displaystyle f(x)} es convexa, con {\displaystyle x\in \mathbb {R} ^{n}}, entonces también lo es {\displaystyle g(y)=f(Ay+b)}, donde {\displaystyle A\in \mathbb {R} ^{n\times m},\;b\in \mathbb {R} ^{m}.}
- Si {\displaystyle f(x,y)} es convexa en {\displaystyle (x,y)} y {\displaystyle C} es un conjunto convexo no vacío, entonces {\displaystyle g(x)=\inf _{y\in C}f(x,y)} es convexa en {\displaystyle x,} siempre que {\displaystyle g(x)>-\infty } para algún {\displaystyle x.}

## Ejemplos
- La función {\displaystyle f(x)=x^{2}} tiene {\displaystyle f''(x)=2>0} en todos los puntos, luego f es una función (estrictamente) convexa.
- La función valor absoluto {\displaystyle f(x)=|x|} es convexa, incluso a pesar de que no es derivable en el punto x = 0.
- La función {\displaystyle f(x)=|x|^{p}} para 1 ≤ p es convexa.
- La función f con dominio [0,1] definida por f(0)=f(1)=1, f(x)=0 para 0<x<1 es convexa; es continua en el intervalo abierto (0,1), pero no en 0 ni en 1.
- La función x3 tiene segunda derivada 6x; luego ella es convexa en el conjunto donde x ≥ 0 y cóncava en el conjunto donde x ≤ 0.
- Toda transformación lineal con dominio en {\displaystyle \mathbb {R} } es convexa, pero no estrictamente convexa, pues si f es lineal, luego {\displaystyle f(a+b)=f(a)+f(b).} Esto también se aplica si reemplazamos "convexo" por "cóncavo".
- Toda función afín con dominio en {\displaystyle \mathbb {R} }, es decir, cada función de la forma {\displaystyle f(x)=a^{T}x+b}, es al mismo tiempo convexa y cóncava.
- Toda norma vectorial es una función convexa, por la desigualdad triangular.
- Si {\displaystyle f} es convexa, la función perspectiva {\displaystyle g(x,t)=tf(x/t)} es convexa para {\displaystyle t>0.}
- Las funciones {\displaystyle f(x)={\sqrt {x}}} y {\displaystyle g(x)=\log(x).} son monótonamente crecientes pero no convexas.
- Las funciones {\displaystyle h(x)=x^{2}} y {\displaystyle k(x)=-x} son convexas pero no monótonamente crecientes.
- La función f(x) = 1/x2, con f(0)=+∞, es convexa en los intervalos (0,+∞) y (-∞,0), pero no es convexa en (-∞,+∞), debido al punto x = 0.

## Teoremas sobre funciones convexas
El siguiente teorema generaliza un resultado bien conocido en {\displaystyle \scriptstyle \mathbb {R} } a cualquier espacio normado sea de dimensión finita o infinita:
| (Condición necesaria de mínimo local) Sea {\displaystyle J:U\to \mathbb {R} } una función definida sobre un conjunto convexo {\displaystyle U\,} de un espacio vectorial normado. Si el punto {\displaystyle u\in U} es un mínimo local de la función y si la función {\displaystyle J:U\to \mathbb {R} } es diferenciable (en sentido de Fréchet) en el entorno de dicho punto, entonces {\displaystyle \mathrm {D} J(u)(v-u)\geq 0,\qquad \forall :v\in U} La desigualdad anterior se denomina desigualdad de Euler. |

El teorema anterior es válido para cualquier función sea convexa o no, mientras que el siguiente es válido solo para funciones convexas:
| (Convexidad y derivada) Sea {\displaystyle J:U\to \mathbb {R} } una función definida sobre un conjunto convexo {\displaystyle U\,} de un espacio normado, entonces: a) La función {\displaystyle J\,} es convexa en su dominio si y solo si: {\displaystyle J(v)\geq J(u)+\mathrm {D} J(u)(v-u),\qquad \forall :u,v\in U} b) La función {\displaystyle J\,} es estrictamente convexa en su dominio si y solo si: {\displaystyle J(v)>J(u)+\mathrm {D} J(u)(v-u),\qquad \forall :u,v\in U,u\neq v} |

El significado geométrico del teorema anterior es claro, el teorema implica simplemente que la función en todo punto está por encima del plano tangente en un punto. El siguiente teorema es válido para funciones convexas que son dos veces diferenciables (y por tanto admiten una forma bilineal que generaliza la matriz hessiana):
| (Convexidad y segunda derivada) Sea {\displaystyle J:U\to \mathbb {R} } una función definida sobre un conjunto convexo {\displaystyle U\,} de un espacio normado y que sea dos veces diferenciable, entonces: a) La función {\displaystyle J\,} es convexa en su dominio si y solo si: {\displaystyle \mathrm {D} ^{2}J(u)(v-u,v-u)\geq 0,\qquad \forall :u,v\in U} b) Si {\displaystyle \mathrm {D} ^{2}J(u)(v-u,v-u)>0,\qquad \forall :u,v\in U,u\neq v} La función es estrictamente convexa en su dominio. |

Nótese que en este último caso el recíproco de la afirmación b) no es cierto en general, por ejemplo considérese {\displaystyle U=\mathbb {R} ,\ J(u)=u^{4}} cuya segunda derivada en el origen se anula y, sin embargo, la función sigue siendo estrictamente convexa.
El último teorema impone restricciones sobre el número de mínimos que puede tener una función convexa y su naturaleza:
| (mínimos de funciones convexas) Sea {\displaystyle J:U\to \mathbb {R} } una función definida sobre un conjunto convexo {\displaystyle U\,} de un espacio normado, entonces: a) Cualquier mínimo local de la función {\displaystyle J\,} de hecho es un mínimo absoluto (aunque no todo mínimo absoluto es un mínimo local). b) Si {\displaystyle J\,} es estrictamente convexa, tiene como mucho un único mínimo, y es un mínimo estricto. c) Si {\displaystyle U\,} es un conjunto abierto, entonces un punto {\displaystyle u\in U} es un mínimo si y solo si {\displaystyle \mathrm {D} J(u)=0} |